# Кашина Локатели (Милано)
Кашина Локатели је насеље у Италији у округу Милано, региону Ломбардија.
Према процени из 2011. у насељу је живело 30 становника. Насеље се налази на надморској висини од 142 м.